# Hitachinaka Seaside Railway
Hitachinaka Seaside Railway Co.,Ltd. (ひたちなか海浜鉄道株式会社, Hitachinaka Kaihin Tetsudō Kabushiki-gaisha) est une compagnie de transport de passagers qui exploite une ligne de chemin de fer dans la préfecture d'Ibaraki au Japon. Son siège social se trouve dans la ville de Hitachinaka.

## Histoire
La compagnie a été fondée le 1er avril 2008 pour exploiter la ligne Minato à la suite de la compagnie Ibaraki Kōtsū.

## Ligne
La compagnie exploite une ligne située entièrement à Hitachinaka.
| Ligne        | Nom japonais | Terminus           | Longueur (km) | Gares |
| ------------ | ------------ | ------------------ | ------------- | ----- |
| Ligne Minato | 湊線         | Katsuta - Ajigaura | 14,3          | 11    |

## Matériel roulant

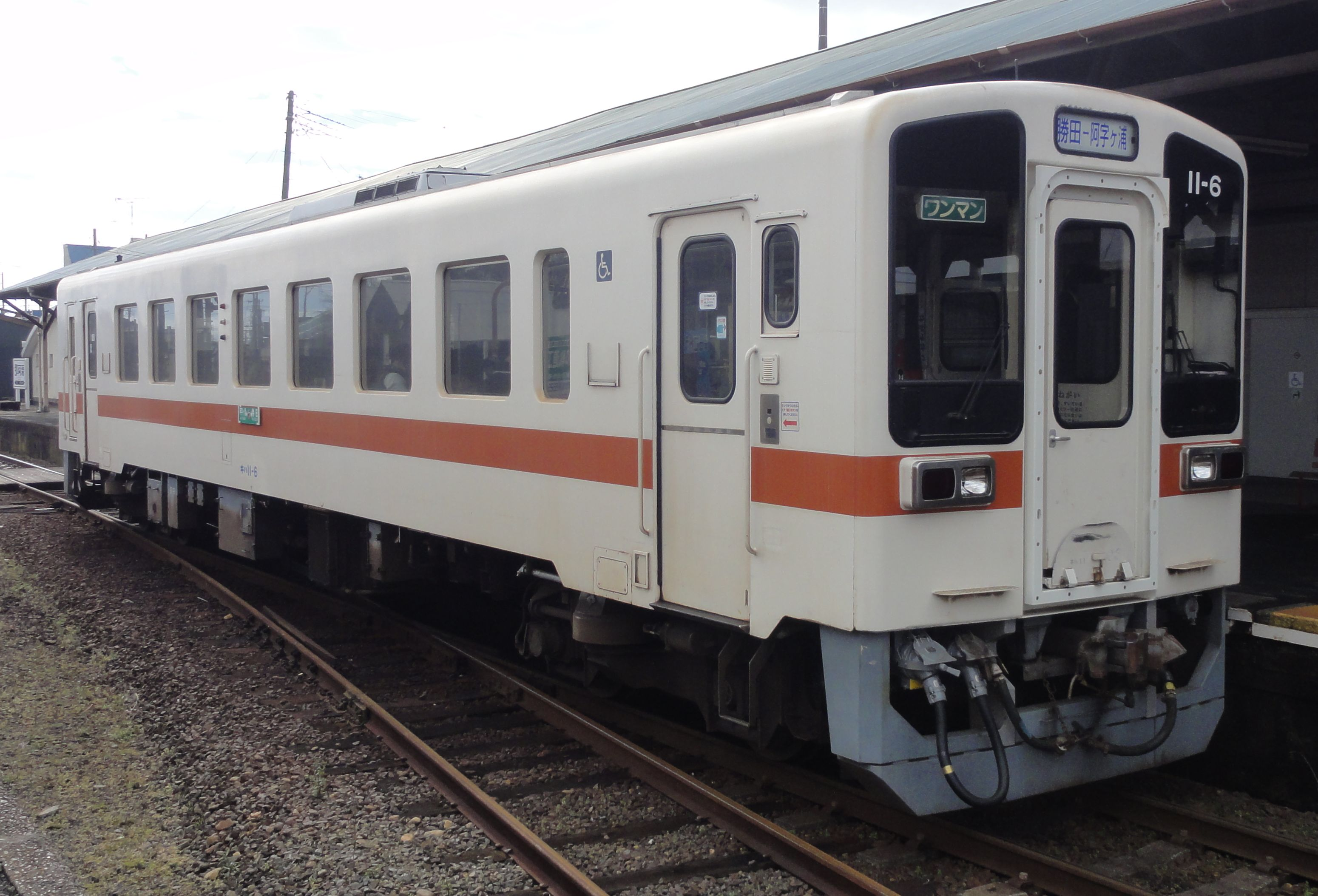
Autorail série KiHa 11
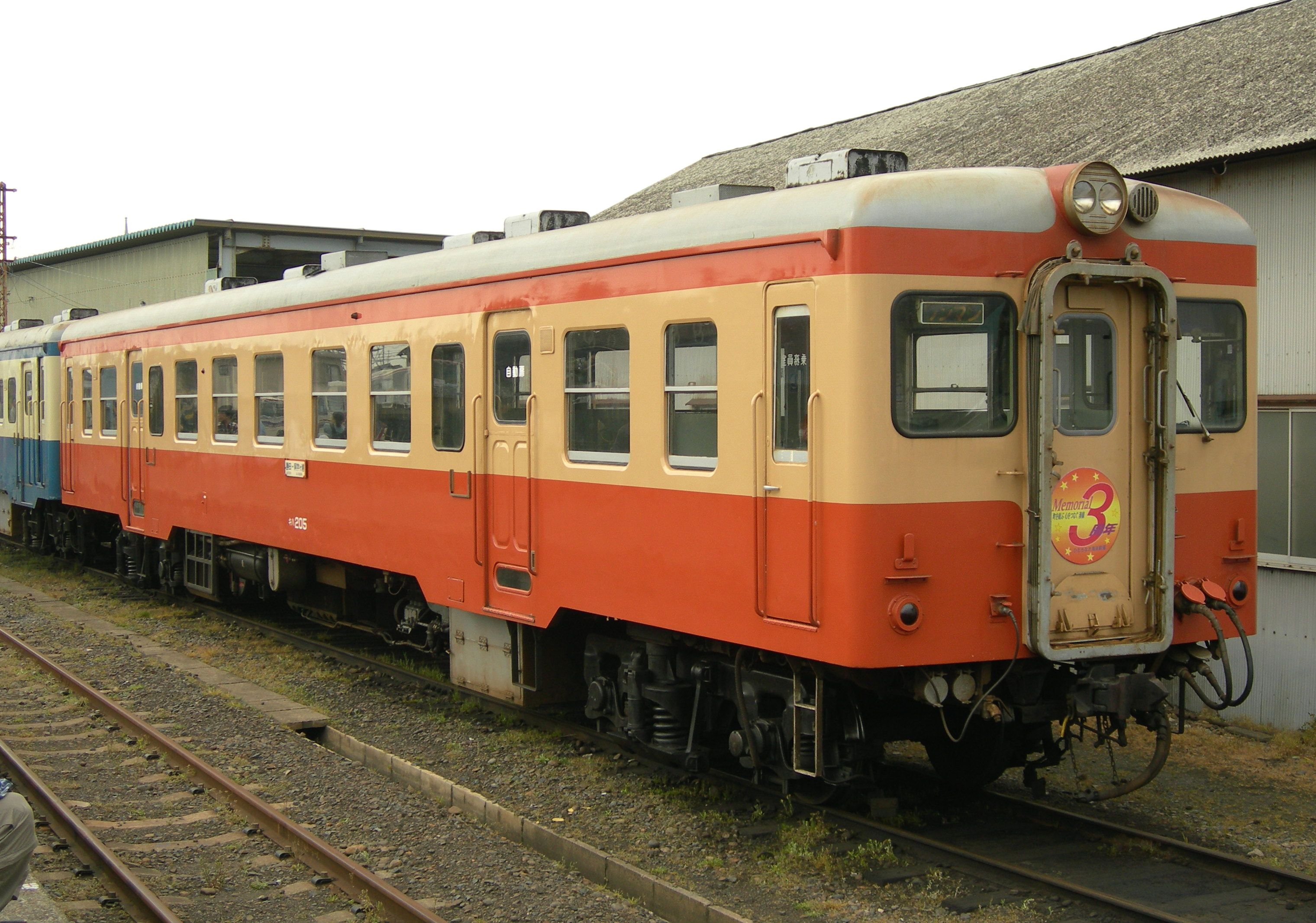
Autorail série KiHa 20
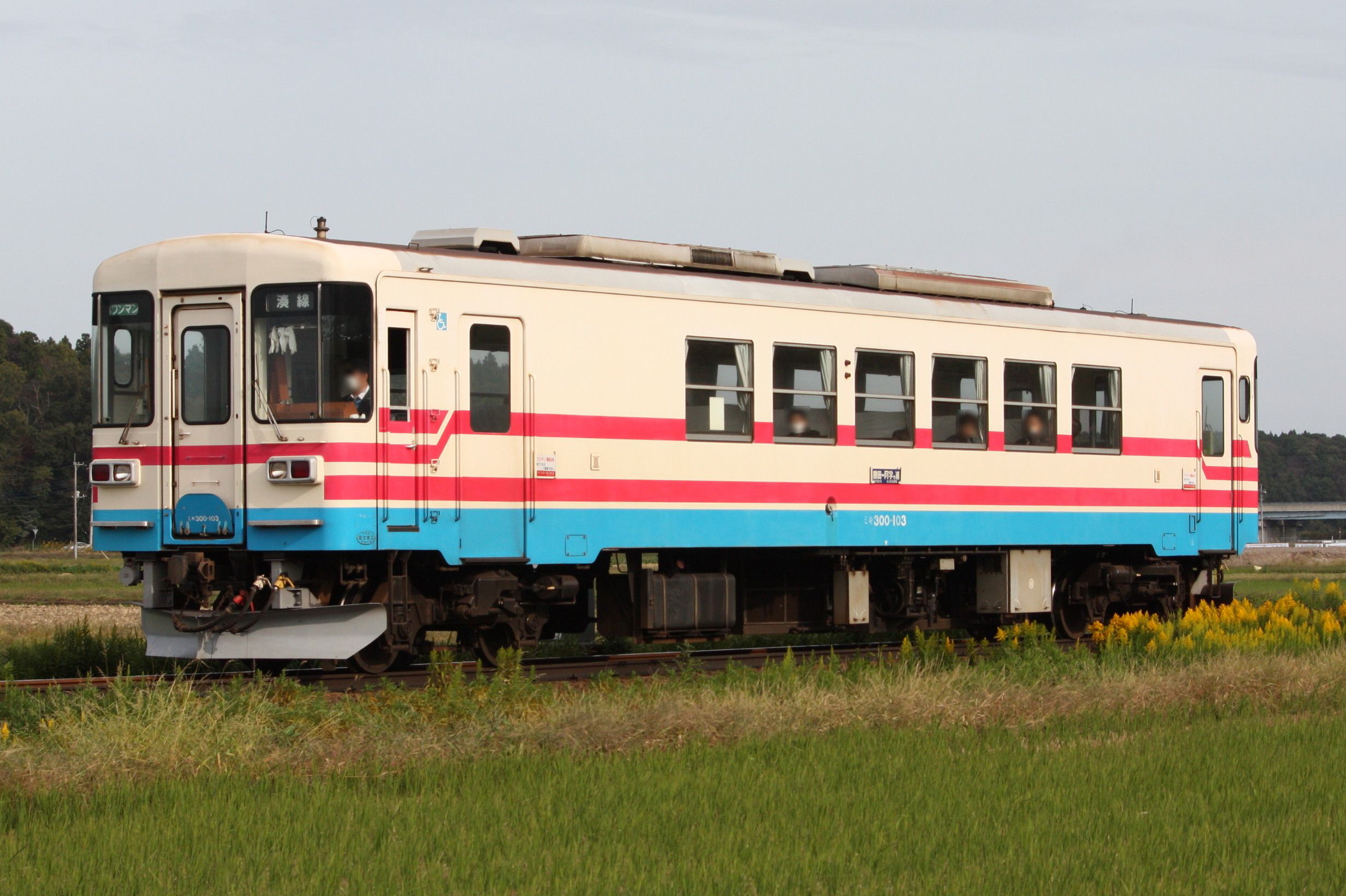
Autorail série MiKi 300
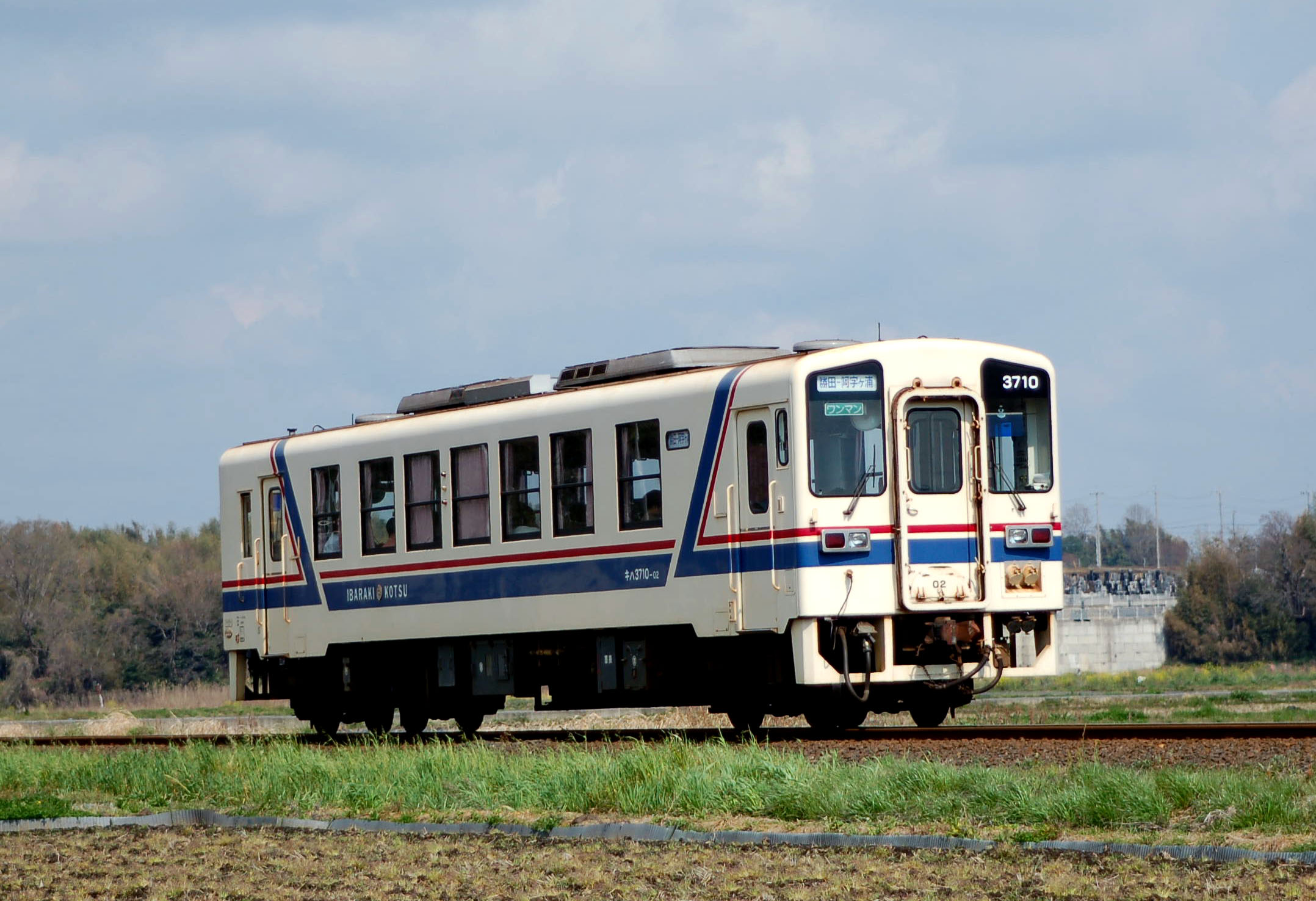
Autorail série KiHa 3710
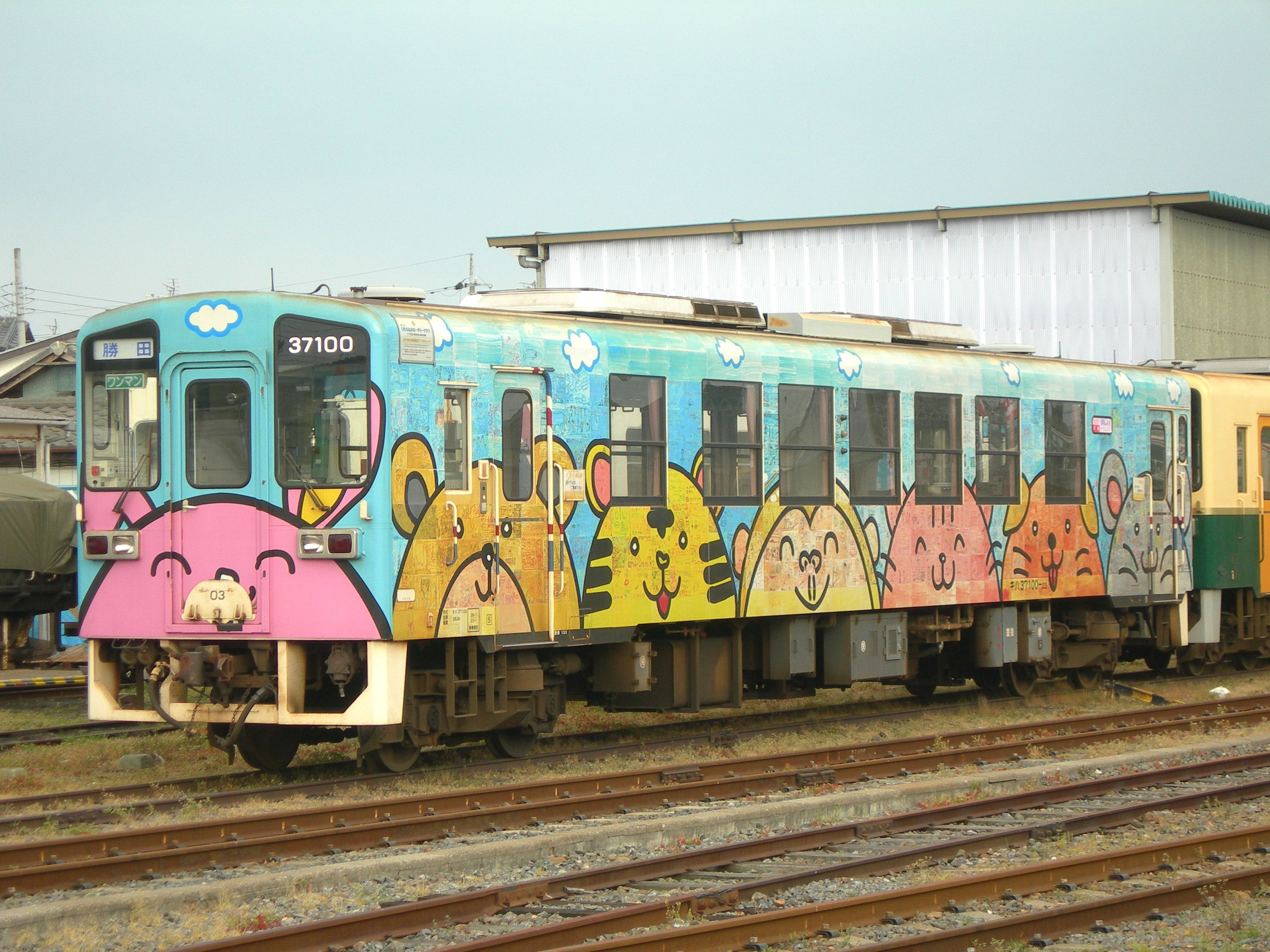
Autorail série KiHa 37100